# 罗伯特·卡尔森
罗伯特·卡尔森（英語：Robert Carlson，1905年4月11日—1965年4月14日），美国男子帆船运动员。他曾代表美国参加1932年夏季奥林匹克运动会帆船比赛，联同弗雷德里克·科南特、查尔斯·史密斯、坦普尔·阿什布鲁克、小唐纳德·威尔斯·道格拉斯和埃米特·戴维斯获得一枚银牌。